# Anastazewo

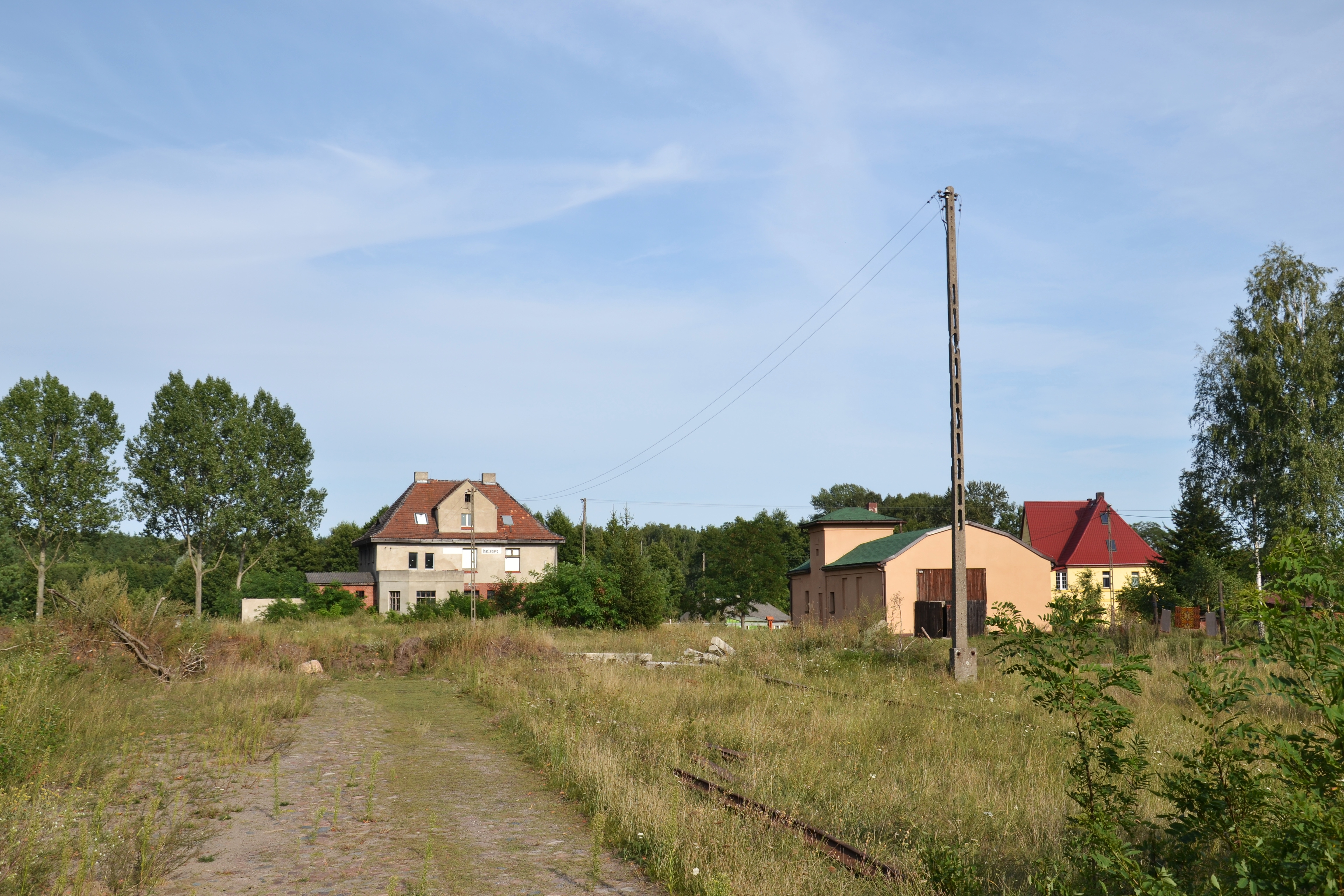
Dorfgebäude rund um den Bahnhof

Anastazewo (deutsch Annendorf) ist ein Dorf in der Landgemeinde Powidz im Powiat Słupecki der Woiwodschaft Großpolen in Polen. Es liegt zwischen den Seen Powidzki und Budzisławski.

## Geschichte
Von 1975 bis 1998 gehörte das Dorf zur Woiwodschaft Konin.